# Sci alpino ai XVI Giochi olimpici invernali - Supergigante femminile
Tra le competizioni dello sci alpino ai XVI Giochi olimpici invernali di Albertville 1992 il supergigante femminile si disputò martedì 18 febbraio sulla Piste du Corbey di Méribel; l'italiana Deborah Compagnoni vinse la medaglia d'oro, la francese Carole Merle quella d'argento e la tedesca Katja Seizinger quella di bronzo.
Detentrice uscente del titolo era l'austriaca Sigrid Wolf, che aveva vinto la gara dei XV Giochi olimpici invernali di Calgary 1988 disputata sul tracciato di Nakiska precedendo la svizzera Michela Figini (medaglia d'argento) e la canadese Karen Percy (medaglia di bronzo); la campionessa mondiale in carica era l'austriaca Ulrike Maier, vincitrice a Saalbach-Hinterglemm 1991 davanti alla Merle e all'austriaca Anita Wachter.

## Risultati
| Pos. | Pett. | Atleta              | Nazione           | Tempo   | Distacco |
| ---- | ----- | ------------------- | ----------------- | ------- | -------- |
| 1    | 16    | Deborah Compagnoni  | Italia            | 1:21,22 |          |
| 2    | 4     | Carole Merle        | Francia           | 1:22,63 | +1,41    |
| 3    | 7     | Katja Seizinger     | Germania          | 1:23,19 | +1,97    |
| 4    | 15    | Petra Kronberger    | Austria           | 1:23,20 | +1,98    |
| 5    | 12    | Ulrike Maier        | Austria           | 1:23,35 | +2,13    |
| 6    | 6     | Kerrin Lee-Gartner  | Canada            | 1:23,76 | +2,54    |
| 7    | 8     | Michaela Gerg       | Germania          | 1:23,77 | +2,55    |
| 8    | 23    | Eva Twardokens      | Stati Uniti       | 1:24,19 | +2,97    |
| 9    | 9     | Anita Wachter       | Austria           | 1:24,20 | +2,98    |
| 10   | 10    | Zoë Haas            | Svizzera          | 1:24,31 | +3,09    |
| 11   | 2     | Heidi Zeller-Bähler | Svizzera          | 1:24,51 | +3,29    |
| 12   | 27    | Pernilla Wiberg     | Svezia            | 1:24,58 | +3,36    |
| 13   | 24    | Bibiana Perez       | Italia            | 1:24,69 | +3,47    |
| 14   | 5     | Regine Mösenlechner | Germania          | 1:24,85 | +3,63    |
| 15   | 14    | Barbara Sadleder    | Austria           | 1:24,91 | +3,69    |
| 16   | 31    | Barbara Merlin      | Italia            | 1:25,13 | +3,91    |
| 17   | 25    | Hilary Lindh        | Stati Uniti       | 1:25,37 | +4,15    |
| 18   | 13    | Miriam Vogt         | Germania          | 1:25,40 | +4,18    |
| 19   | 18    | Florence Masnada    | Francia           | 1:25,42 | +4,20    |
| 20   | 22    | Michelle McKendry   | Canada            | 1:25,43 | +4,21    |
| 21   | 33    | Anne Berge          | Norvegia          | 1:25,65 | +4,43    |
| 22   | 17    | Cathy Chedal        | Francia           | 1:25,66 | +4,44    |
| 23   | 38    | Morena Gallizio     | Italia            | 1:26,19 | +4,97    |
| 24   | 26    | Varvara Zelenskaja  | Squadra Unificata | 1:26,39 | +5,17    |
| 25   | 29    | Svetlana Gladyševa  | Squadra Unificata | 1:26,51 | +5,29    |
| 26   | 28    | Régine Cavagnoud    | Francia           | 1:26,69 | +5,47    |
| 27   | 30    | Lucia Medzihradská  | Cecoslovacchia    | 1:26,76 | +5,54    |
| 28   | 40    | Tat'jana Lebedeva   | Squadra Unificata | 1:26,92 | +5,70    |
| 29   | 41    | Ainhoa Ibarra       | Spagna            | 1:26,96 | +5,74    |
| 30   | 39    | Birgit Heeb         | Liechtenstein     | 1:27,22 | +6,00    |
| 31   | 20    | Emi Kawabata        | Giappone          | 1:27,31 | +6,09    |
| 32   | 37    | Nataša Bokal        | Slovenia          | 1:27,42 | +6,20    |
| 33   | 34    | Sachiko Yamamoto    | Giappone          | 1:27,54 | +6,32    |
| 34   | 48    | Ľudmila Milanová    | Cecoslovacchia    | 1:27,61 | +6,39    |
| 35   | 43    | Emma Bosch          | Spagna            | 1:28,45 | +7,23    |
| 36   | 44    | Valerie Scott       | Regno Unito       | 1:29,74 | +8,52    |
| 37   | 46    | Vicky Grau          | Andorra           | 1:30,07 | +8,85    |
| 38   | 47    | Mihaela Fera        | Romania           | 1:31,78 | +10,56   |
| 39   | 49    | Carolina Eiras      | Argentina         | 1:32,33 | +11,11   |
| 40   | 50    | Astrid Steverlynck  | Argentina         | 1:33,48 | +12,26   |
| 41   | 54    | Marina Vidović      | Jugoslavia        | 1:34,35 | +13,13   |
| 42   | 53    | Thomai Lefousi      | Grecia            | 1:37,61 | +16,39   |
| 43   | 51    | Annamária Bónis     | Ungheria          | 1:37,68 | +16,46   |
| 44   | 52    | Vera Gönczi         | Ungheria          | 1:37,90 | +16,68   |
| 45   | 56    | Liu Yali            | Cina              | 1:43,50 | +22,28   |
| 46   | 55    | Evelyn Schuler      | Brasile           | 1:48,74 | +27,52   |
| 47   | 57    | Li Xueqin           | Cina              | 1:48,86 | +27,64   |
| 48   | 59    | Nacera Boukamoum    | Algeria           | 1:56,07 | +34,85   |
|      | 1     | Diann Roffe         | Stati Uniti       | DNF     | DNF      |
|      | 3     | Merete Fjeldavlie   | Norvegia          | DNF     | DNF      |
|      | 11    | Chantal Bournissen  | Svizzera          | DNF     | DNF      |
|      | 19    | Heidi Zurbriggen    | Svizzera          | DNF     | DNF      |
|      | 32    | Astrid Lødemel      | Norvegia          | DNF     | DNF      |
|      | 36    | Špela Pretnar       | Slovenia          | DNF     | DNF      |
|      | 42    | Barbara Brlec       | Slovenia          | DNF     | DNF      |
|      | 45    | Debbie Pratt        | Regno Unito       | DNF     | DNF      |
|      | 21    | Julie Parisien      | Stati Uniti       | DSQ     | DSQ      |
|      | 35    | Urška Hrovat        | Slovenia          | DSQ     | DSQ      |
|      | 58    | Nawal Slaoui        | Marocco           | DSQ     | DSQ      |
|      | 60    | Karolina Fotiadou   | Cipro             | DNS     | DNS      |

Legenda:

DNF = prova non completata

DSQ = squalificata

DNS = non partita

Pos. = posizione

Pett. = pettorale
Ore: 12.15 (UTC+1)

Pista: Piste du Corbey

Partenza: 1 930 m s.l.m.

Arrivo: 1 432 m s.l.m.

Lunghezza: 1 510 m

Dislivello: 498 m

Porte: 45

Tracciatore: Ernst Hager (Stati Uniti)